# 歼-9
歼-9為成都飞机工业集团所研制的截击机，与歼-8为同期立项、平行研制的两个项目。其设计方案几经波折，最后因為指标要求过高，技术条件无法实现而于1980年取消計劃。采用一台WS6（910）型涡扇发动机，设计过程中提出的指标最高达速度2.8马赫、最大升限28,000米，后来降为2.6马赫/26,000米。

## 版本
歼-9的设计方案经历了多个版本：
1. 歼9-1、歼9-3：1965年设计，採用两侧进气與類似米格E50的常规布局后掠翼方案。
2. 歼9-2、歼9-4：1965年设计，採用两侧进气與類似米格E150的常规布局三角翼方案。
3. 歼9-5：1967年设计，採用類似幻影2000的大三角翼无平尾布局方案。
4. 歼9-6-1：1970年设计，採用机腹进气與鸭式布局三角翼方案。
5. 歼9-6-2：在歼9-6-1的基础上放大为双发动机双垂尾的重型截击机，并改为两侧进气。
6. 歼9项目中止后，成飞仍一直独自进行该方案的研究。歼9的研究团队编入成都飞机设计研究所，并且承担了歼10的研制。歼9的研究成果、经验和教训都成为歼10的技术上的借鉴[1]
7. 歼9-6-3：1976年设计，將歼9-6-1改为两侧进气，類似瑞典jas-39的方案。

## 规格
注：由于歼-9从未证实有原型机，以下规格仅为设计指标要求及估计值：

### 基本諸元
- 乘員：一名
- 全長：18 m
- 重量：13,000 kg

### 性能表現
- 最大速度：馬赫 2.8
- 作战半径：2,000 km
- 实用升限：28,000 m
- 爬升率：220 m/s

### 武裝
- 機砲：2 × 23mm 23型三砲
- 导弹：4 ×霹雳4A条/乙空對空导弹